# Chassansee
Der Chassansee (russisch озеро Хасан/osero Chassan, wiss. Transliteration ozero Chasan) ist ein kleiner Süßwassersee mit einer Fläche von 2,23 Quadratkilometern im äußersten Süden der Region Primorje im Fernen Osten von Russland. Er liegt 130 Kilometer südwestlich von Wladiwostok nahe der chinesischen Grenze und des Grenzflusses Tumen, wo sich der einzige Grenzübergang von Russland nach Nordkorea befindet.

## Bedeutung

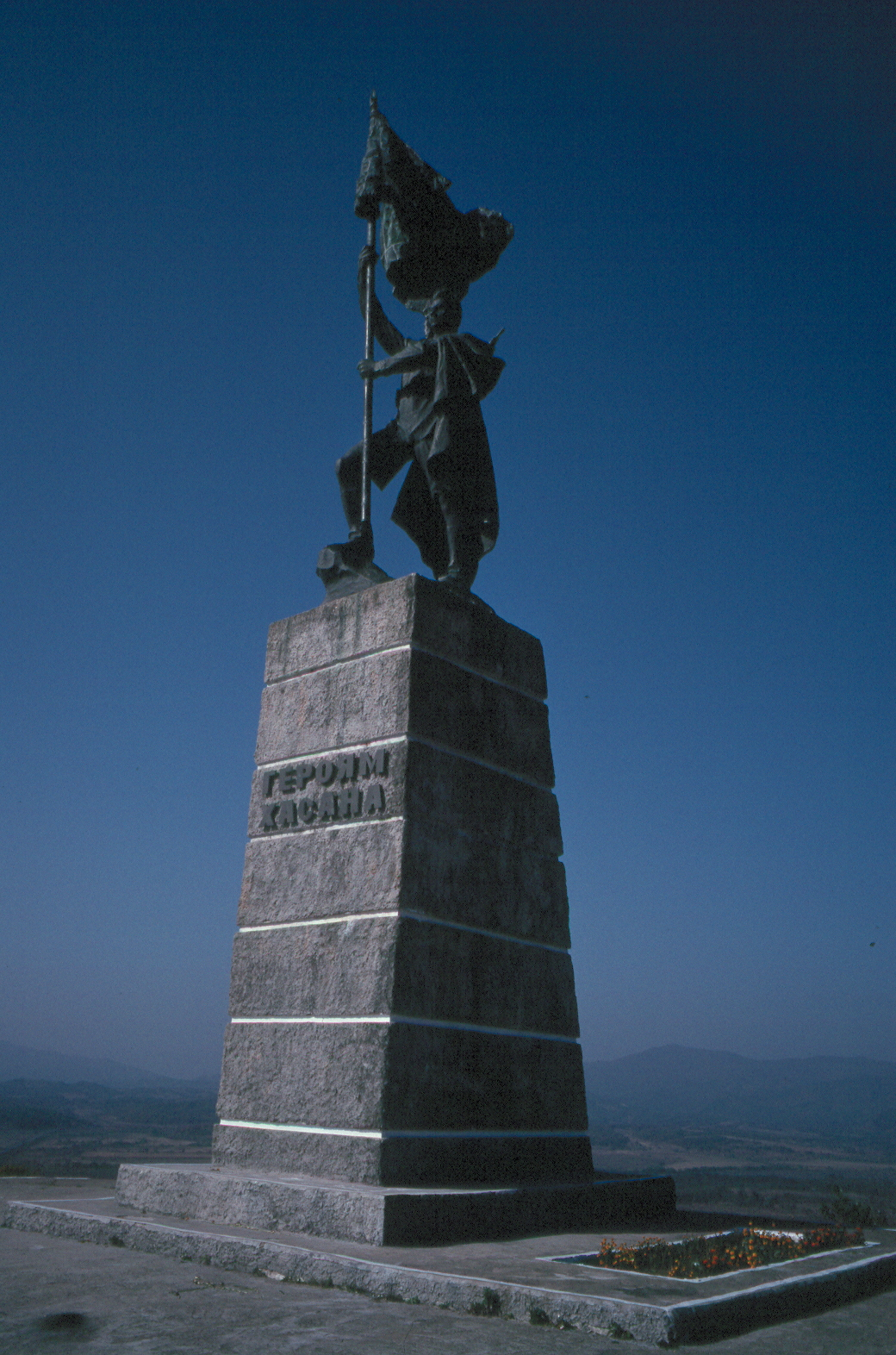
Denkmal „Den Helden des Chassansees“

Der Chassansee ging in die Geschichte Russlands ein, da hier vom 29. Juli bis 11. August 1938 bei der Schlacht am Chassansee unter Marschall Wassili Blücher ein Vorstoß japanischer Truppen auf sowjetisches Territorium abgewehrt wurde.